# Ranheim
Ranheim este o localitate din comuna Trondheim, provincia Sør-Trøndelag, Norvegia.